# Leubsdorf (Sassonia)
Leubsdorf è un comune di 3 265 abitanti della Sassonia, in Germania.
Appartiene al circondario (Landkreis) della Sassonia centrale (targa FG).